# Toby Eady
Toby Eady (Cornwall, 28 de febrero de 1941-24 de diciembre de 2017) fue un agente literario inglés cuyos clientes incluían a Bernard Cornwell y Jung Chang.

## Trayectoria
Su madre fue la autora Mary Wesley. Su padre fue Heinz Otto Ziegler, politólogo checo y piloto de la Real Fuerza Aérea (Reino Unido). Le sobrevivió su viuda, la escritora Xinran Xue. Eady estuvo estado casado con Isobel Macleod de la que se divorció y, casado desde febrero de 2002 con la escritora Xinran Xue que también estaba divorciada de su primer marido.
Cuando creó su propia agencia literaria, Toby Eady Associates, en 1968, su primer libro fue Jack's Return de Ted Lewis, que finalmente se convirtió en la película de Michael Caine, Get Carter.
Eady murió en 2017 de cáncer.